# Sana Saleem
Sana Saleem é uma jornalista paquistanesa e ativista de direitos humanos que foi cofundadora do grupo sem fins lucrativos de liberdade de expressão Bolo Bhi. Sana Saleem foi selecionada como uma das 100 mulheres mais influenes do mundo, pela BBC, em 2014. Sana concluiu seu curso de graduação na Universidade do Texas, em Austin, antes de receber seu Juris Doctor pela Universidade de Denver. É redatora da 48hills e da Global Voices, membro do conselho consultivo da Courage Foundation, e colunista do The Guardian.